# Око дракона (символ)

Око дракона

6 ліній символу може бути показано, як 6 ребер правильного тетраедра, які видно згори з боку однієї вершини.

Око дракона — старовинний символ Древньої Німеччини, виявлений Рудольфом Кохом (нім. Rudolf Koch). Око дракона — рівнобедрений трикутник, показаний справа у вигляді символу «Y», три вільні кінці якого сполучені у вигляді трикутника. Згідно з Словником символів Карла Ліугмана (нім. Carl G. Liungman]), ця трикутна конструкція означає загрозу (threat), а знак «Y» означає вибір між добром і злом.

## Історія
Око дракона — добре відомий символ-оберег, що вказує на захист того, хто при цьому вимовляє заклинання. Дракон універсальний лейтмотив, що зв'язує різні культури людства впродовж 5000 років. Слово «дракон» приходить від грецького «derkesthai» («ясно бачити» або «миттєво блиснути»), яке (у переказах хінді) означало на самих ранніх етапах розсерджений погляд, коли його вогняний дух був народжений з безодні вод. Око дракона — символ, що означає гармонію любові, сили і мудрості. Потрійний трикутник асоціюється з Богинею і дев'ятьма музами.

## Ресурси Інтернету
- Book of Signs (1930 ; New York, 1955). Collected primitive & medieval symbols. ISBN 0-486-20162-7
- Dictionary of Symbols, by Carl G. Liungman, W. W. Norton & Company. ISBN 0-393-31236-4
- Dragon's Eye (symbol) // https://en.wikipedia.org/wiki/Dragon's_Eye_(symbol) [Архівовано 30 серпня 2021 у Wayback Machine.]